# Derek Taylor
Derek Taylor (Liverpool, 7 de Maio de 1932 - Suffolk, 8 de Setembro de 1997) foi um escritor e jornalista inglês responsável pela assessoria de imprensa do grupo de rock britânico The Beatles. Foi chamado por George Harrison de Quinto Beatle.

## Primeiros Anos
Filho mais velho de um ex-oficial galês e de uma dona de casa, Derek iniciou sua carreira como jornalista trabalhando no Hoylake and West Kirby Advertiser, antes de mudar-se para o Liverpool Echo. Trabalhou nos jornais News Chronicle, Sunday Dispatch e Sunday Daily Express, também foi colunista e crítico de teatro do jornal Nothern Daily Express.

## Anos 60 e relação com os Beatles
Na época em que os Beatles estavam finalizando as filmagens de A Hard Day's Night, Brian Epstein convidou Derek, então repórter do Daily Express para auxiliá-lo em uma biografia que havia sido encomendada por uma pequena editora de Londres; sua tarefa seria escrever e assinar o livro.
Como jornalista, Taylor havia mudado recentemente o foco de suas coberturas para o cenário da música pop. Com seu jeito descontraído e cativante, Taylor conquistou rapidamente a confiança de todos os Beatles. Em uma noite em que saíram para jogar e beber, Brian convidou Taylor para ser seu assistente pessoal na NEMS, empresa de Brian responsável pelo gerenciamento e representação dos Beatles. A autobiografia de Epstein, A Cellarful Of Noise (Um Porão Barulhento), foi concluída em duas semanas liberando Taylor para suas novas atividades. Taylor lembra que os primeiros dias na NEMS se pareceram mais com uma feira livre maluca.
Em 1965 mudou-se para a Califórnia abrindo sua própria agência de relações públicas prestando serviços de assessoria de imprensa para bandas como Paul Revere and the Raiders, Captain Beefheart, The Byrds e The Beach Boys.
Em 1967 Derek Taylor juntamente com John Phillips, Lou Adler, Donovan, Mick Jagger, Andrew Loog Oldham, Paul Simon, Smokey Robinson, Jim McGuinn, Brian Wilson e Paul McCartney, foi diretor e organizador do Festival Pop de Monterey realizados nos dias 16, 17 e 18 de junho daquele ano. Nesse evento compuseram um tema para o festival inspirados na placa com os dizeres Amor, Flores e Música.
Taylor também ajudou a impulsionar a carreira de Harry Nilsson. Após ouvir a canção 1941 comprou uma caixa de LPs e distribuiu para seus contatos da indústria fonográfica, bem como presenteado cada um dos Beatles com uma cópia, que logo convidaram Nilsson a vir para Londres. Nilsson tornou-se colaborador e amigo de longa data de John Lennon e Ringo Star.
Em 1968 retornou para Londres para assumir as atividades de relações públicas da Apple Corps, empresa criada pelos Beatles para gerir todos os negócios do grupo. Derek Taylor instalou-se no terceiro andar do prédio da Apple Corps situado na Savile Row. Bom contador de histórias e excêntrico. Atendia a todos de maneira amável e hospitaleira. Presenciou e participou dos principais eventos e fatos que marcaram a carreira dos Beatles a da Apple Corps. Suas atividades são destaque no livro The Longest Cocktail Party escrito por Richard DiLello. Desempenhou suas funções até a dissolução do grupo em 1970.

## Anos 70 e 80
Após a separação dos Beatles, Derek Taylor trabalhou na Warner Bros. Record, Elektra e Atlantic Records tornando-se Diretor de Projetos Especiais, e posteriormente vice-presidente da Warner em 1977.
Em 1980 ajudou George Harrison a concluir sua biografia, I Me Mine. Em seguida deu prosseguimento em sua própria biografia, Fifty Years Adrift (In An Open-Necked Shirt) editada e prefaciada por George Harrison e publicada pela Genesis Publications em 1983. Durante esse período Taylor retornou a suas atividades na Apple Corps.
Em 1987 lançou o livro It Was Twenty Years Ago Today pela editora Bantam em comemoração aos vinte anos do lançamento do álbum Sgt. Pepper's Lonely Hearts Club Band.

## Anos 90
Em 1990 foi publicado nos Estados Unidos o livro As Time Goes by: Living in the Sixties (Rock and Roll Remembrances Series No 3) pela editora Popular Culture Ink.
Em 1995 seu livro What You Cannot Finish and Take A Sad Song teve seu lançamento publicado pela editora Bois Books no Reino Unido coincidindo com o lançamento da série The Beatles Anthology.
Em 1999 foi publicada a obra póstuma Beatles pela editora Ebury Press. Em 2001 foi lançado o CD de entrevistas, Here There and Everywhere: Derek Taylor Interviews The Beatles pelo selo Thunderbolt.

## Falecimento
Derek Taylor faleceu vítima de câncer em 8 de setembro de 1997. Na época ainda trabalhava na Apple Corps. Era casado, desde 1958, com Joan Doughty Taylor e tinha seis filhos: Timothy, Dominic, Gerard, Abigail, Vanessa and Annabel.